# Vömmelbach
Vömmelbach ist eine Hofschaft von Halver im Märkischen Kreis im Regierungsbezirk Arnsberg in Nordrhein-Westfalen (Deutschland).

## Lage und Beschreibung
Vömmelbach liegt  im östlichen Halver nahe der Stadtgrenze zu Lüdenscheid auf 300 Meter über Normalnull nördlich des größeren Ortsteils Oberbrügge, dessen Wohngebiete bis an den Ort herangewachsen sind. Weitere Nachbarorte sind  Lüdenscheid-Ahelle, Grünewald, Pottheinrich und Ehringhausen.
Der Ort ist aus dem Volmetal durch Oberbrügge zu erreichen. Östlich von Vömmelbach erhebt sich mit 329 Meter über Normalnull der Mühlenberg, nördlich eine namenlose Erhebung mit 396 Metern und nordwestlich der 409 Meter hohe Rafflenberg.
Durch den Ort fließt der namensgebende Vömmelbach, ein Nebenfluss der Volme.

## Geschichte
Das Freigut Vömmelbach wurde erstmals in den Jahren 900 und 1130 urkundlich erwähnt, die Entstehungszeit der Siedlung durch sugambrische Volksstämme wird aber auf dem Zeitraum zwischen der Zeitenwende und das Jahr 500 vermutet. Somit gehört Vömmelbach zu den allerersten Siedlungsplätzen im Stadtgebiet.
Im Jahre 1818 lebten 13 Einwohner im Ort. 1838 gehörte Vömmelbach der Ehringhauser Bauerschaft innerhalb der Bürgermeisterei Halver an. Der laut der Ortschafts- und Entfernungs-Tabelle des Regierungs-Bezirks Arnsberg als Hof kategorisierte Ort besaß zu dieser Zeit vier Wohnhäuser und vier landwirtschaftliche Gebäude. Zu dieser Zeit lebten 15 Einwohner im Ort, allesamt evangelischen Glaubens.
Das Gemeindelexikon für die Provinz Westfalen von 1887 gibt eine Zahl von 29 Einwohnern an, die in drei Wohnhäusern lebten.